# Piciorul meu stâng
Piciorul meu stâng (în engleză My Left Foot: The Story of Christy Brown) este un film biografic și dramatic din 1989 regizat de Jim Sheridan⁠(d) în baza unui scenariu inspirat de autobiografia publicată sub același titlu⁠(d) în 1954 de Christy Brown⁠(d). O coproducție internațională⁠(d) , filmul prezintă povestea lui Christy Brown (Daniel Day-Lewis), un irlandez născut cu paralizie cerebrală, care își poate controla doar piciorul stâng. Acesta a crescut într-o familie săracă din clasa muncitoare, devenind mai târziu un cunoscut artist și scriitor. În distribuție mai apar Brenda Fricker⁠(d), Ray McAnally⁠(d), Hugh O'Conor⁠(d), Fiona Shaw și Cyril Cusack.
Piciorul meu stâng a fost lansat în cinematografe pe 24 februarie 1989. Recenziile au lăudat scenariul, regia, mesajul filmului și interpretările lui Day-Lewis și Fricker, iar filmul a încasat 14,7 milioane de dolari în comparație cu bugetul de doar 600.000 de lire sterline. În cadrul celei de-a 62 ediție a Premiilor Oscar⁠(d), filmul a primit cinci nominalizări, inclusiv la categoria cel mai bun film. Day-Lewis și Fricker au câștiga la categoria cel mai bun actor, respectiv cea mai bună actriță în rol secundar. Institutul Britanic de Film l-a inclus pe locul 53 în topul celor mai bune filme britanice ale secolului XX.

## Intriga
În 1932, Christy Brown⁠(d) se naște într-o familie cu 15 copii. Medicii descoperă că acesta suferă de paralizie cerebrală severă. Christy nu poate să meargă sau să vorbească. Este îndrăgit și sprijinit de familie, în special de mama sa. Într-o zi, aceasta cade pe scări în timpul travaliului⁠(d), iar Christy este singurul prezent în casă. Acesta reușește să cheme câțiva vecini să-i ajute mama. Tatăl său, care îl consideră pe Christy o povară, își schimbă opinia când observă că acesta își folosește piciorul stâng, singura parte a corpului pe care o poate controla, să scrie cuvântul „mama” pe podea cu o bucată de cretă.
În cele din urmă, Christy devine interesat de pictură. Începe să joace fotbal cu tinerii din cartier, însă când pictează un tablou și îl dăruiește unei fete, aceasta nu accepta cadoul. Mai târziu, tatăl său își pierde slujba și familia se confruntă cu probleme financiare, motiv pentru care acesta elaborează un plan care să le permită fraților săi să fure cărbune. Cu ajutorul unor sume de bani economisite de mama sa, Christy primește un scaun cu rotile.
Eileen Cole îl primește la școala sa pentru pacienții cu paralizie cerebrală și își convinge un prieten să organizeze o expoziție cu lucrările lui Christy. Acesta se îndrăgostește de Cole, dar când află în timpul cinei că este logodită și urmează să se căsătorească, are gânduri suicidare. Mama sa îl ajută să-și construiască un studio privat, însă tatăl său moare la scurt timp după ca urmare a unui accident vascular cerebral. În această perioadă, Christy începe să-și redacteze autobiografia My Left Foot. Christy participă la un eveniment caritabil în cadrul căruia o întâlnește pe Mary Carr. Acesta începe să-i citească autobiografia. Christy o invită la o întâlnire și cei doi părăsesc evenimentul împreună.

## Distribuție
- Daniel Day-Lewis - Christy Brown⁠(d) (adult)
  - Hugh O'Conor⁠(d) - Christy Brown (tânăr)
- Brenda Fricker⁠(d) - Bridget Fagan Brown, mama lui Christy
- Ray McAnally⁠(d) - Patrick Brown, tatăl lui Christy
- Fiona Shaw - Eileen Cole, asistenta lui Christy
- Kirsten Sheridan⁠(d) - Sharon Brown, soră
- Alison Whelan - Sheila Brown, soră
- Eanna MacLiam - Benny Brown, frate
- Declan Croghan - Tom Brown, frate
- Marie Conremme - Sadie Brown, soră
- Cyril Cusack - Lord Castlewelland
- Phelim Drew⁠(d) - Brian
- Eileen Colgan⁠(d) - Nan
- Ruth McCabe⁠(d) - Mary Carr, managerul lui Christy și viitoarea lui soție
- Adrian Dunbar⁠(d) - Peter, logodnicul lui Cole